# Jordan Skipper-Brown
Jordan Skipper-Brown (Fort Stewart, 7 januari 1998) is een Amerikaans basketballer.

## Carrière
Skipper-Brown groeide op in een militairengezin en verhuisde vaak over heel de Verenigde Staten. Hij speelde eerst junior collegebasketbal voor het McLennan Junior College. Nadien ging hij collegebasketbal spelen voor de Eastern Illinois Panthers en Murray State Racers. In 2022 werd hij niet gekozen in de draft en tekende hij een contract bij de Belgische club Leuven Bears. Begin december moest hij daar vertrekken omdat hij na een wissel in een wedstrijd de zaal had verlaten. Ook op de daarop volgende trainingen kwam hij niet opdagen. Eind december kreeg hij een kans bij reeksgenoot Brussels Basketball. Begin februari verliet hij Brussels om persoonlijke redenen en keerde terug naar de Verenigde Staten. Hij speelde daarna voor de Vancouver Volcanos uit de The Basketball League.
Tijdens de zomer van 2023 speelde hij in The Basketball Tournament voor de Little Rock Lightning. In de zomer van 2023 tekende hij een contract bij de Sloveense eersteklasser Hopsi Polzela en speelde er tot begin februari 2024. Eind juni 2024 tekende hij bij de Franse eersteklasser SIG Strasbourg. Hij verliet de club alweer voordat de competitie gestart was. Hij tekende daarop voor de Turkse Trabzonspor BK.